# Crowd surfing

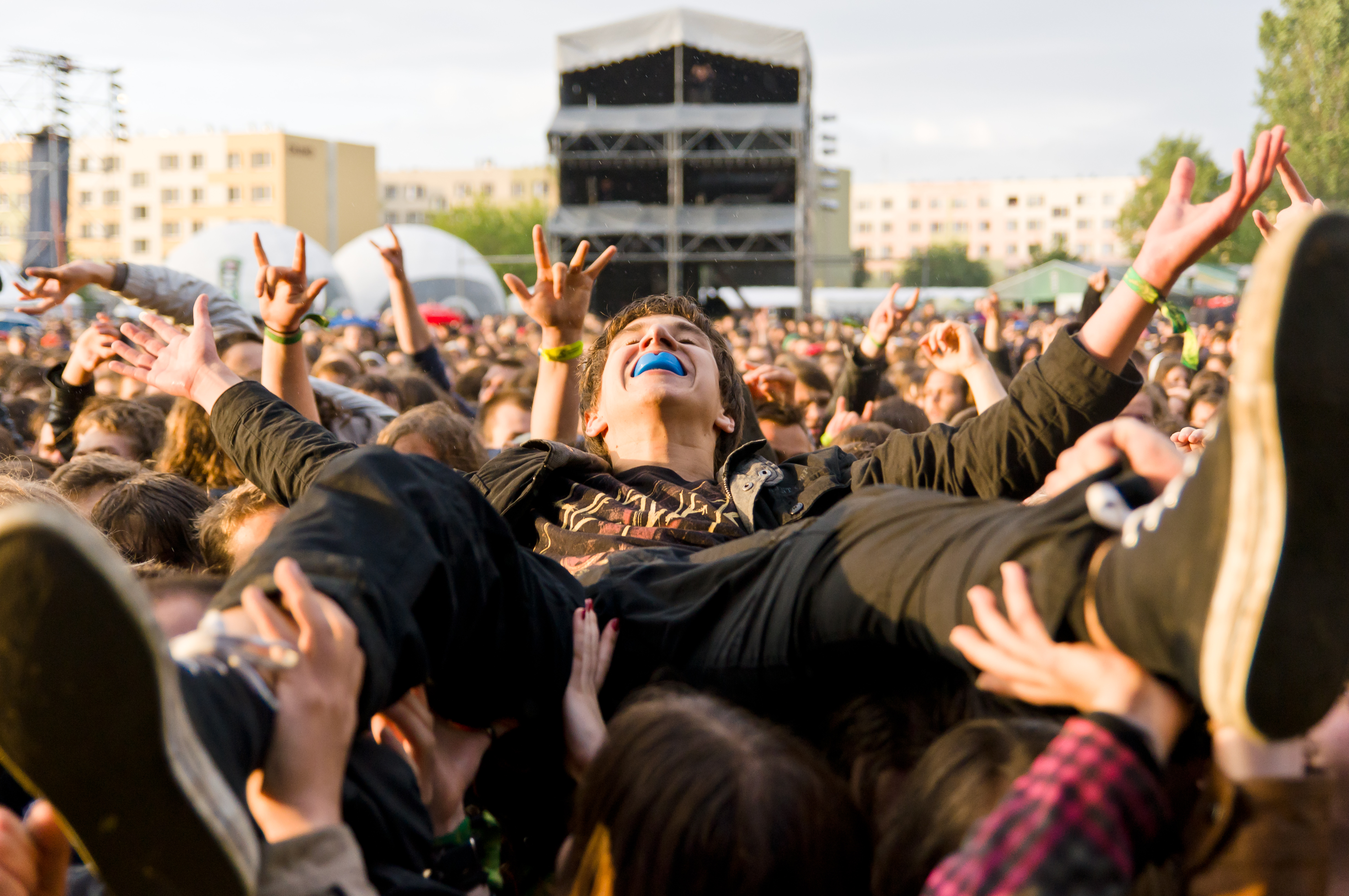
Crowd surfing during Ursynalia 2012 Festival in Warsaw.

Crowd surfing é o processo no qual alguém é passado por cima das cabeças de várias pessoas durante um concerto, transferindo a pessoa de uma parte do recinto para outra.
O “surfista” é apoiado pelas mãos dos espectadores do concerto. Acredita-se que terá sido inventado por Iggy Pop.
Na maioria dos concertos e festivais, o “surfista” passa uma barreira em frente do palco onde é puxado para fora e posto em pé pelos seguranças. Depois, é enviado de volta para o lado ou para a parte de trás dos espectadores no final da barreira podendo mesmo chegar a ser expulso do recinto (dependendo das autoridades).
Crowd surfing ocorre geralmente apenas na parte da frente da audiência onde a massa de pessoas é densa o suficiente para suportar o corpo de uma pessoa. É bastante popular em concertos de heavy metal, punk, rock e indie.